# Brethel
Brethel – miejscowość i gmina we Francji, w regionie Normandia, w departamencie Orne.
Według danych na rok 1990 gminę zamieszkiwało 116 osób, a gęstość zaludnienia wynosiła 39 osób/km² (wśród 1815 gmin Dolnej Normandii Brethel plasuje się na 770. miejscu pod względem liczby ludności, natomiast pod względem powierzchni na miejscu 1042.).